# Jacques Louis Robert Villeneuve
Pour les articles homonymes, voir Villeneuve et Jacques Villeneuve (homonymie).
Jacques Louis Robert Villeneuve, dit Jacques Villeneuve, est un sculpteur français né à Bassan (Hérault) le 1er janvier 1865, et mort le 16 février 1933 à Paris.

## Biographie
Jacques Villeneuve est l'élève de Gabriel-Jules Thomas (1824-1905) et de Jean-Antoine Injalbert (1845-1933) à l'École des beaux-arts de Paris. Il concourt, sans succès, pour le prix de Rome en 1906. Il a essentiellement vécu à Paris, où il s'est marié en 1919, tout en gardant des liens avec sa région natale pour laquelle il a réalisé de nombreuses œuvres.
Jacques Villeneuve a débuté au Salon de Paris en 1895. Il devient ensuite membre de la Société libre des artistes français, dont il est élu président de la section sculpture.
Il a participé à l'Exposition universelle de 1900, pour laquelle il sculpte la statue de L'Art industriel ornant une entrée du Grand Palais, ce qui lui vaut une médaille de bronze. Il devient professeur de sculpture sur pierre et sur marbre de l'École nationale supérieure des beaux-arts.
Il obtient une médaille de première classe en 1904.
Jacques Villeneuve a sculpté des groupes et des monuments commémoratifs. Après la Première Guerre mondiale, il a reçu des commandes pour plusieurs monuments aux morts, dont celui d'Aniane.

## Œuvres dans les collections publiques

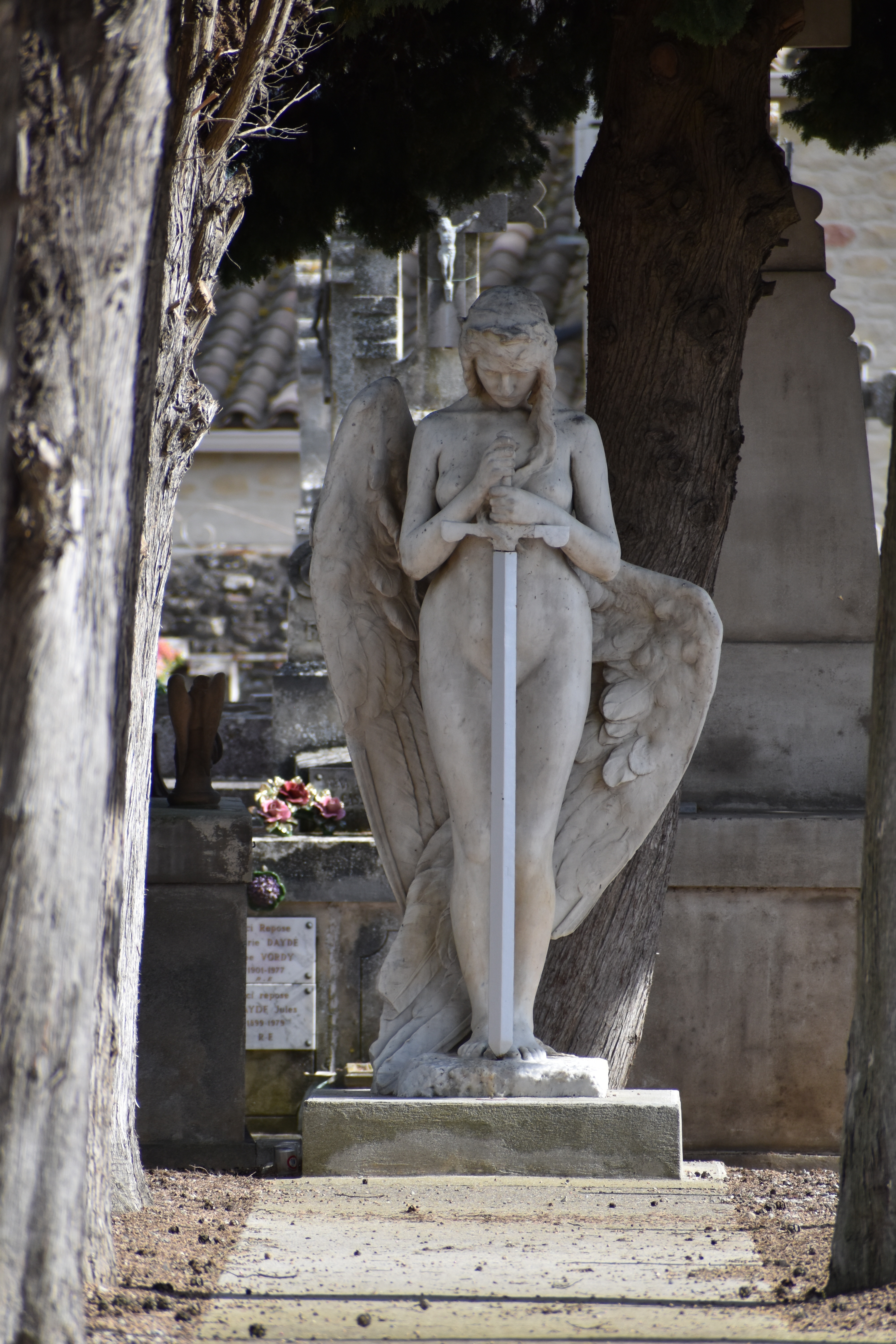
Y penser toujours au cimetière Saint-Michel de Carcassonne (1906).

- Agde : La République, 1909, groupe en bronze, envoyé à la fonte en 1943 sous le régime de Vichy, remplacé par une copie en bronze en 1995[2] ;
- Aniane : Monument aux morts, 1924 ;
- Bédarieux : Monument à Ferdinand Fabre, 1906 ;
- Béziers, plateau des poètes : Monument à Jean Laurès, dit “Lou Campestre”, terme en pierre ;
- Carcassonne : La France ou Y penser toujours, statue du monument aux morts du cimetière Saint-Michel ;
- Montblanc (Hérault) : Fontaine de la République, pierre ;
- Montpellier :
  - domaine de la Gaillarde : Monument à Gustave Foëx, 1911, groupe en bronze[3] ;
  - esplanade Charles-de-Gaulle : Marsyas, 1905, marbre ;
  - jardin des plantes : Monument à Rabelais, modèle exposé au Salon des artistes français de 1912 ;
  - musée Fabre : Prométhée enchaîné, 1908.
- Paris :
  - Grand Palais : L'Art industriel, 1900, statue en pierre ;
  - musée du quai Branly : Gratien Candace, buste en bronze.

## Salons
- 1920 : L'Humanité en marche

## Distinction
- Chevalier de la Légion d'honneur en 1906 ;
- Officier de la Légion d'honneur en 1928[4].

## Galerie

Œuvres de Jacques Villeneuve
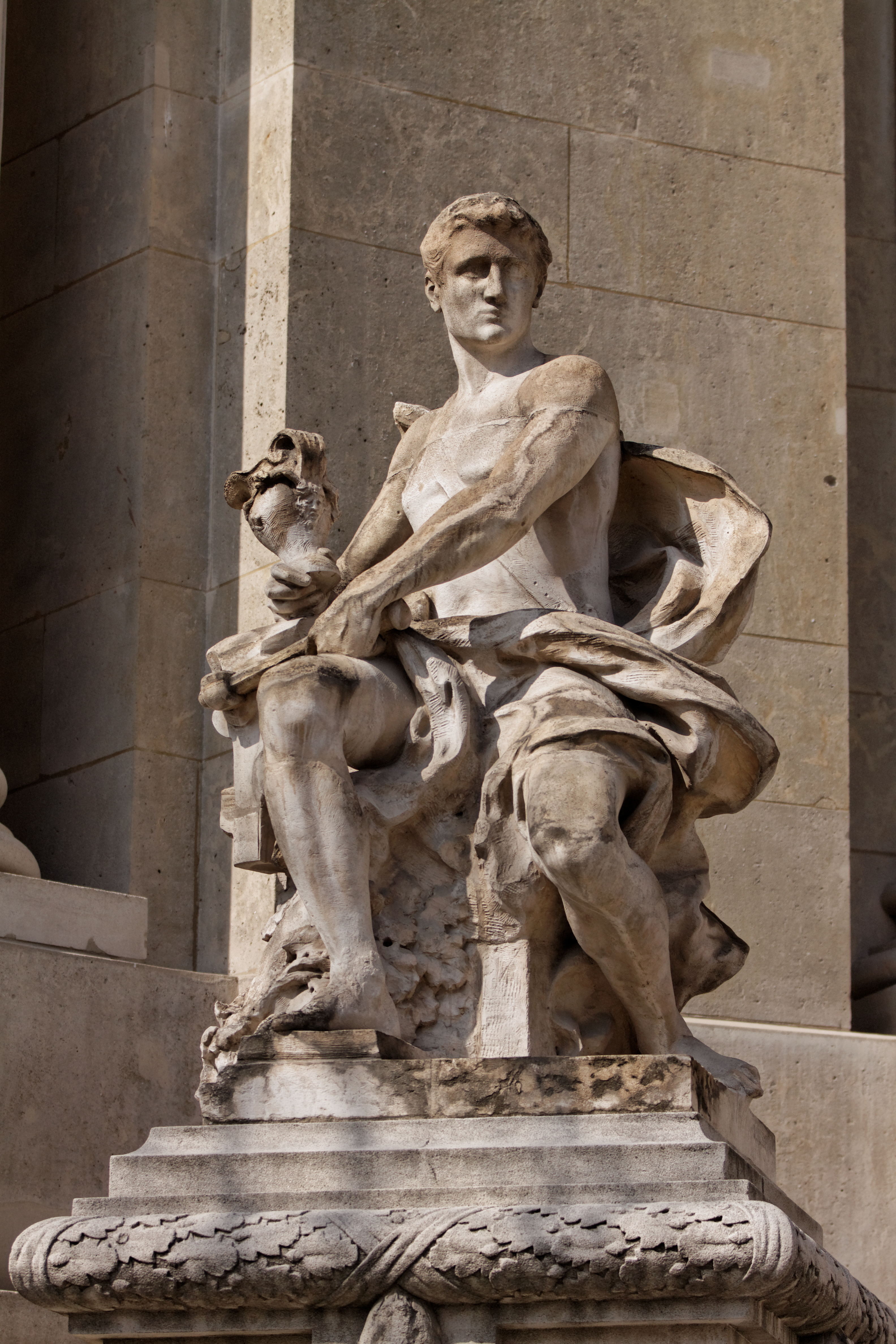
L'Art industriel (1900), Paris, Grand Palais.
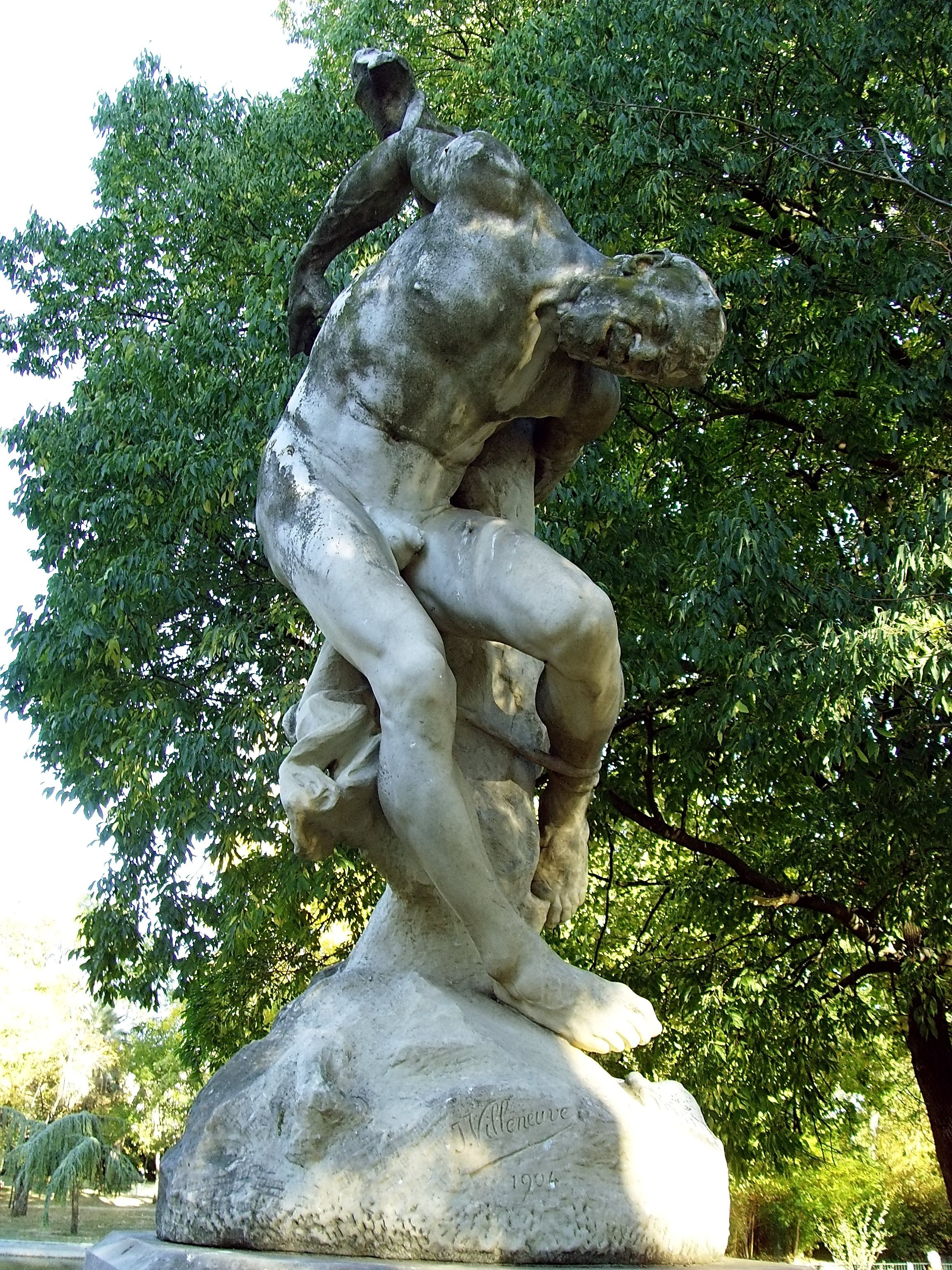
Marsyas (1905), Montpellier, esplanade Charles-de-Gaulle.
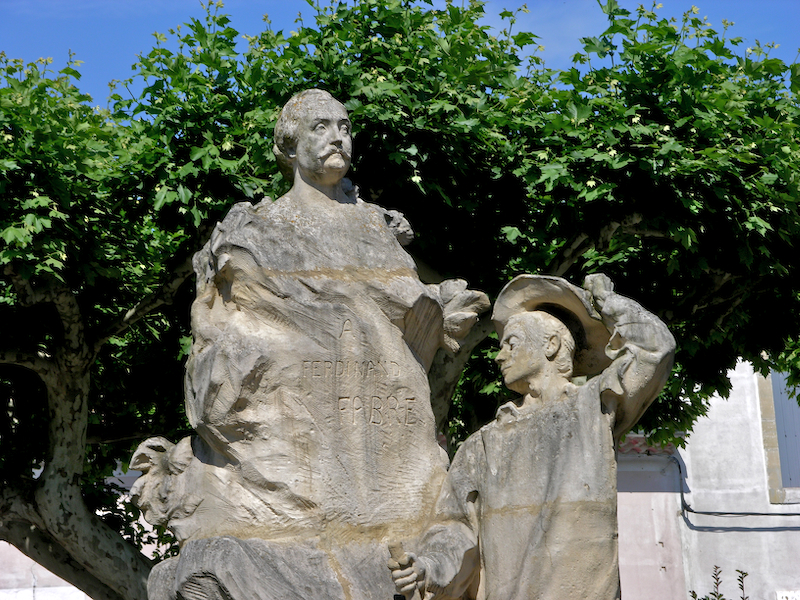
Monument à Ferdinand Fabre (1906), Bédarieux.
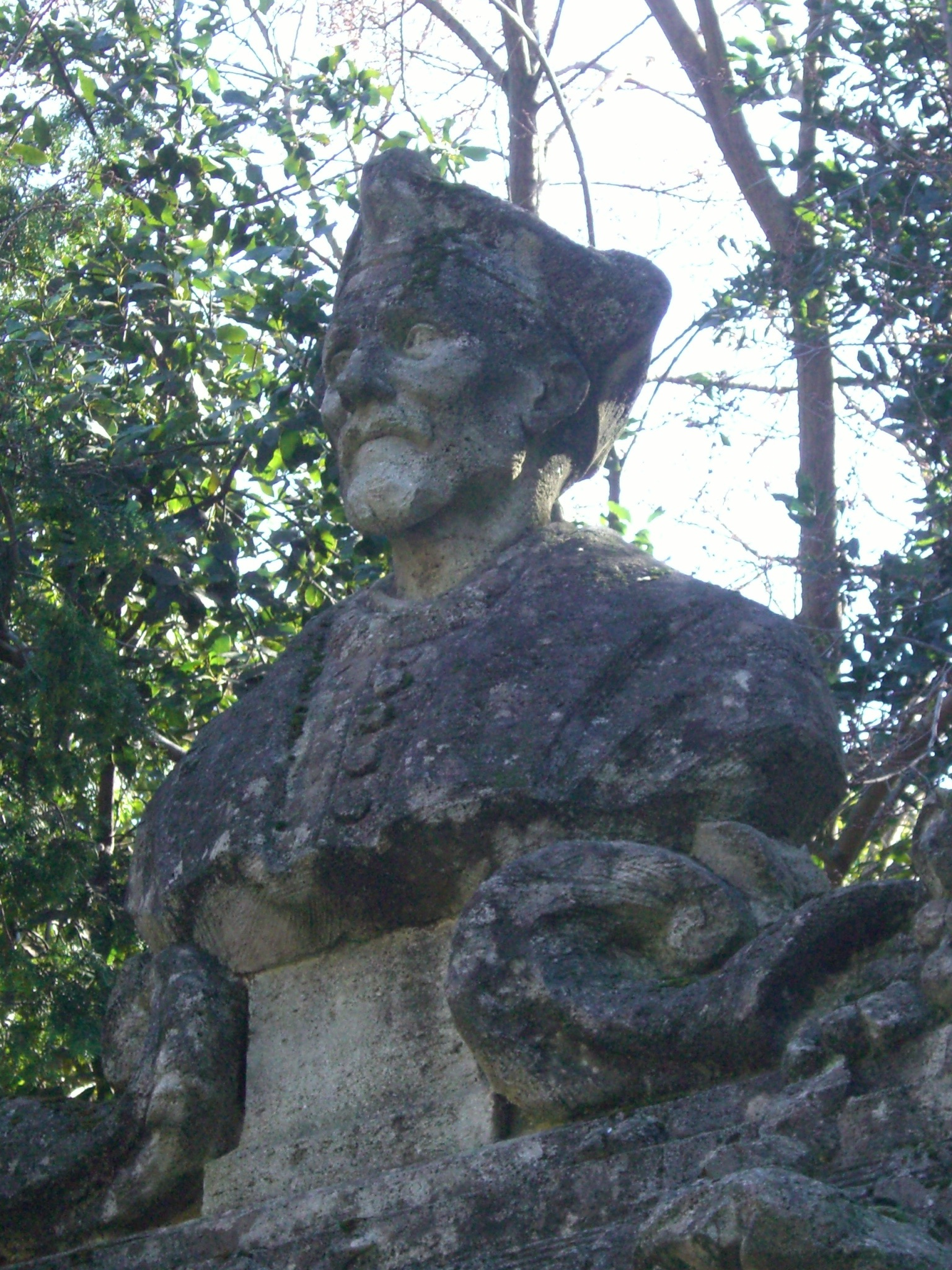
Monument à Rabelais (détail), Montpellier, jardin des plantes.
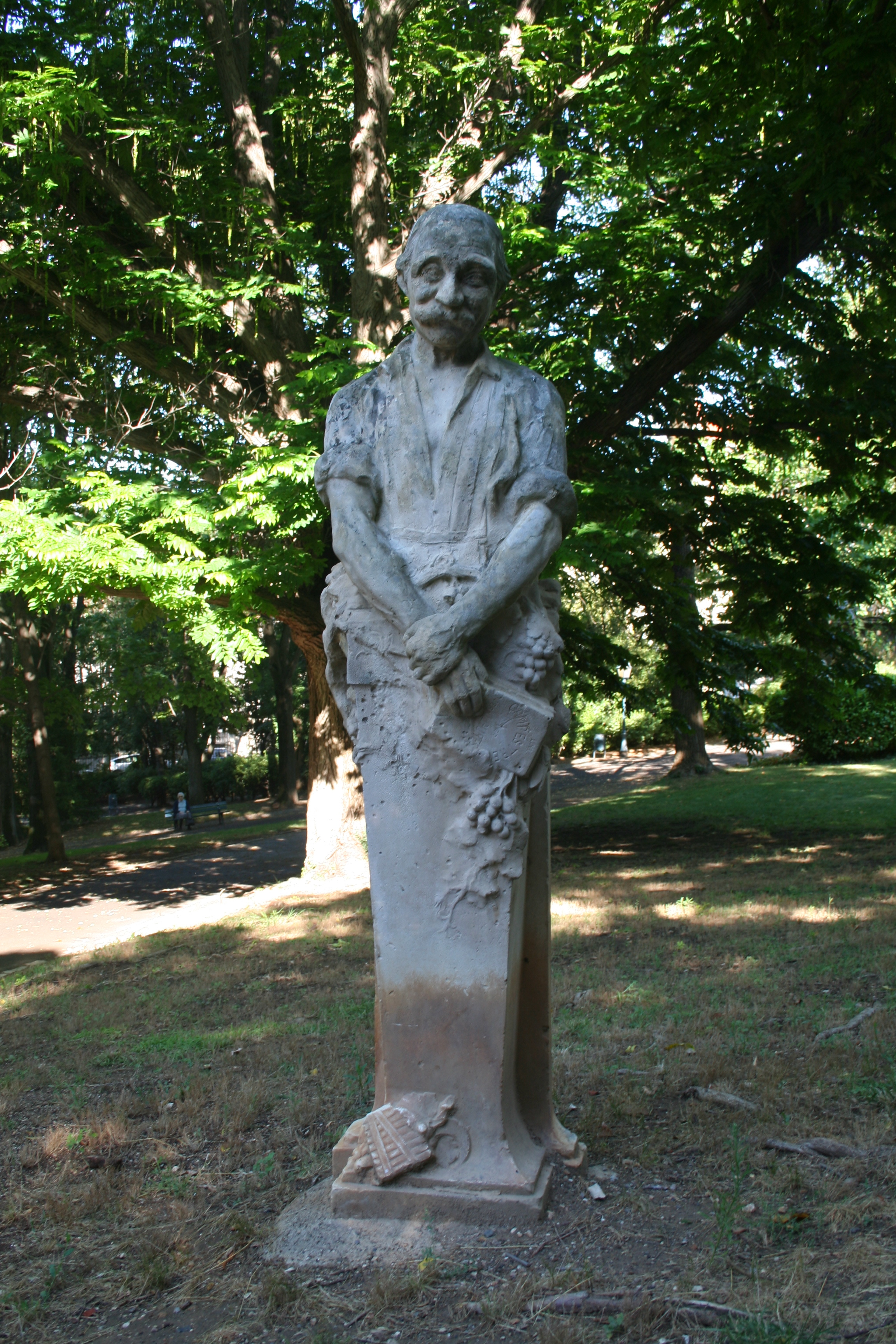
Monument à Jean Laurès, dit “Lou Campestre”, Béziers, plateau des poètes.